# 王宪举
王宪举（1954年11月—），中华人民共和国外交官、记者、学者，生于浙江省慈溪县庵东镇。毕业于北京第二外国语学院。曾任中国驻白俄罗斯使馆参赞等职务。

## 生平
1972至1974年，王宪举就读于北京第二外国语学院俄语专业。1974至1976年，王宪举就读于阿尔巴尼亚地拉那大学历史语言系。
1987年起，王宪举先后担任新华社、中国青年报、光明日报驻莫斯科首席记者。2005年7月，任中国驻白俄罗斯使馆参赞。
2011年10月至2014年12月，任国务院发展研究中心欧亚社会发展研究所副所长、研究员。
2016年5月至2024年11月，担任中国人民大学-圣彼得堡国立大学俄罗斯研究中心副主任。

## 争议
2024年11月22日，哈萨克斯坦国务顾问叶尔兰·卡林到访中国人民大学发表演讲后，王宪举公开提问“怎么能让女大学生们老老实实、服服帖帖地生孩子？”引发争议和批评。在遭声讨之后，中国人民大学重阳金融研究院删除了相关报道。